# Popelov (Jestřebí)
Popelov (německy Popeln) je osada a část obce Jestřebí v okrese Česká Lípa. Nachází se v katastrálním území Pavlovice u Jestřebí. Osadu tvoří dvě samostatné části, Dolní Popelov a Horní Popelov propojené nezpevněnou lesní cestou.

## Historie
První písemná zmínka o vesnici pochází z roku 1391.

## Dolní Popelov
Dolní Popelov se rozkládá v údolí Švábského potoka, podél silnice III. třídy č. 2701 a částečně nad ní. Tato část čítá asi deset adres a administrativně zahrnuje také několik domů vesnice Šváby. Jedná se o menší bývalé zemědělské usedlosti sloužící k rekreaci, případně chaty z 20. století. S historicky nadřazenou vesnicí Pavlovice je Dolní Popelov propojen památkově chráněnou dlážděnou cestou, vedle které se nachází historická studánka. Několik stavení stojí pod 20-30 metrů vysokými pískovcovými skalními stěnami.
Okolí vísky tvoří převážně smíšené lesy, taktéž s pískovcovými útvary.

## Horní Popelov
Horní Popelov se nachází stejně jako Pavlovice na náhorní plošině, na protější straně údolí Švábského potoka. Víska čítá 5 adres seskupených okolo okrouhlé návsi s původní nádrží na vodu a stejně jako Dolní Popelov je i tato část bez stálých obyvatel, kdy poslední opustil vísku na konci šedesátých let 20. století. Budovy byly nicméně zachovány a transformovány v rekreační objekty. Ve všech případech jde o poměrně rozlehlé bývalé zemědělské usedlosti, z nichž jedna je památkově chráněna, zahrnující vždy hlavní historický obytný dům, několik hospodářských stavení, některé i původní nádrže na vodu. Celý soubor všech pěti historických domů s navazujícími staveními je považován za zasluhující památkové ochrany,  na rozdíl od větších Pavlovic však památkové řízení nebylo zahájeno.
Horní Popelov obklopen rozlehlými ovocnými sady, založenými v šedesátých a sedmdesátých letech 20. století Jednotným zemědělským družstvem Pavlovice, původně pod vedením Josefa Smrkovského.

## Obyvatelstvo
Při sčítání lidu v roce 1921 ve vsi žilo 93 obyvatel (z toho 43 mužů), z nichž byl jede Čechoslovák, 91 Němců a jeden cizinec. Všichni se hlásili k římskokatolické církvi. Podle sčítání lidu z roku 1930 měla vesnice 85 obyvatel: jednoho Čechoslováka a 84 Němců. Všichni byli římskými katolíky.